# 海地的印度人
海地的印度人，是指生於海地，祖先或本人移民到海地的印度人。在2011年人數有200人。

## 概觀
海地的印度人多數是商人等專業人士，也有一些是教會義工。他們多數是從其他加勒比地區如馬提尼克和瓜德羅普來到。而他們和海地人的後裔稱馬拉波。

## 2010年海地地震
在2010年海地地震後，很多海地的印度人失去他們的家園，他們向印度政府申請財政援助重建生活。當地40個印度家庭由此分散，他們希望取道多明尼加回印度但被拒，因為印度與海地沒直接的的商業航班，多明尼加是唯一離開海地的途徑。